# وجهات الخطوط الجوية الكويتية
وجهات الخطوط الجوية الكويتية تشمل هذه القائمة جميع المطارات والمدن التي تهبط بها طائرات الخطوط الجوية الكويتية.

## أفريقيا
- مصر
  - القاهرة (ميناء القاهرة الجوي).
  - الإسكندرية (مطار برج العرب الدولي).
  - الأقصر (مطار الأقصر الدولي).
  - أسيوط (مطار أسيوط الدولي)
  - شرم الشيخ (مطار شرم الشيخ الدولي)
- السودان
  - الخرطوم (مطار الخرطوم الدولي)
- المغرب
  - الرباط (مطار الرباط - سلا الدولي)
  - الدار البيضاء (مطار محمد الخامس الدولي)

## آسيا

### جنوب آسيا
- بنغلاديش
  - دكا (مطار دكا الدولي).
- الهند
- دلهي (مطار انديرا غاندي الدولي).
- مومباي (مطار تشاتراباتي شيفاجي الدولي).
- تشيناي (مطار تشيناي الدولي).
- حيدر أباد (مطار راجيف غاندي الدولي).
- ثيروفانانثابورام (مطار ثيروفانانثابورام).
- كوتشي (مطار كوتشي الدولي).
- باكستان
  - إسلام أباد (مطار بينظير بوتو الدولي)
  - لاهور (مطار لاهور الدولي).
- سريلانكا
  - كولومبو (مطار باندارانيكا الدولي).

### جنوب شرق آسيا
- إندونيسيا
  - جاكرتا (مطار سوكارنو هاتا الدولي).
- الفلبين
  - مانيلا (مطار نينوي اكينو الدولي).
- تايلاند
  - بانكوك (مطار سوفارنابومي الدولي).
- ماليزيا
  - كوالالمبور (مطار كوالالمبور الدولي).

### جنوب غرب آسيا
- البحرين
  - مطار البحرين الدولي
- إيران
  - طهران (مطار الإمام الخميني الدولي).مشهد مطار مشهد الدولي
- الأردن
  - عمان (مطار الملكة علياء الدولي).
- الكويت
  - مدينة الكويت (مطار الكويت الدولي). [مركز العمليات]
- لبنان
  - بيروت (مطار بيروت - رفيق الحريري الدولي).
- سلطنة عمان
  - مسقط (مطار مسقط الدولي).
- قطر
  - الدوحة (مطار الدوحة الدولي).
- السعودية
  - الرياض (مطار الملك خالد الدولي).
  - جدة (مطار الملك عبد العزيز الدولي).
  - الدمام (مطار الملك فهد الدولي).
- سوريا
  - دمشق (مطار دمشق الدولي).
- اليمن
  - صنعاء (مطار صنعاء الدولي).
- الإمارات العربية المتحدة
  - أبوظبي (مطار أبوظبي الدولي).
  - دبي (مطار دبي الدولي).

## أوروبا
- المملكة المتحدة
  - لندن (مطار لندن هيثرو).
- فرنسا
  - باريس (مطار شارل ديغول الدولي).
- ألمانيا
  - فرانكفورت (مطار فرانكفورت الدولي).

ميونخ (مطار ميونخ الدولي).
برلين
- إيطاليا
  - روما (مطار ليوناردو دافنشي).
  - ميلان (مطار مالبينسا الدولي).
- سويسرا
  - جنيف (مطار جنيف الدولي).
- النمسا
  - فيينا وجهه موسمية صيفية [2]
- البوسنة و الهرسك
  - سراييفو وجهه موسمية صيفية [2]
- تركيا
  - إسطنبول وجهه موسمية صيفية [2]

## أمريكا الشمالية
- الولايات المتحدة الأمريكية
  - نيويورك (مطار جون إف كينيدي الدولي).
- كندا
  - مونتريال (مطار مونتريال بيير ايليوت ترودو الدولي).